# Abel Kipsang
Abel Kipsang Bele (* 22. November 1996) ist ein kenianischer Leichtathlet, der sich auf den Mittelstreckenlauf spezialisiert hat.

## Sportliche Laufbahn
Erste Erfahrungen bei internationalen Meisterschaften sammelte Abel Kipsang bei den Afrikaspielen 2019 in Rabat, bei denen er im 800-Meter-Lauf in 1:45,43 min den vierten Platz belegte. Zudem ging er auch mit der kenianischen 4-mal-100-Meter-Staffel an den Start, schied dort aber mit 41,28 s in der Vorrunde aus. 2021 siegte er dann in 3:36,62 min beim Pfingstsportfest Rehlingen über 1500 Meter und anschließend siegte er in 3:33,99 min auch beim Meeting International de Montreuil und mit 3:33,96 min bei der Nacht van de Atletiek. Daraufhin startete er im 1500-Meter-Lauf bei den Olympischen Spielen in Tokio und erreichte dort das Finale, in dem er in 3:29,56 min den vierten Platz belegte. Bereits im Halbfinale stellte er mit sehr schnellen 3:31,65 min einen neuen olympischen Rekord auf, der aber im Finale von Jakob Ingebrigtsen unterboten wurde. Im Jahr darauf erreichte er bei den Hallenweltmeisterschaften in Belgrad das Finale und gewann dort in 3:33,36 min die Bronzemedaille über 1500 Meter hinter dem Äthiopier Samuel Tefera und Jakob Ingebrigtsen aus Norwegen. Im Mai siegte er in 3:31,01 min über 1500 Meter beim Kip Keino Classic. Daraufhin startete er über dieselbe Distanz bei den Diamond-League-Meetings in Doha und Birmingham und siegte auch bei diesen Rennen. Im Juni gewann er dann bei den Afrikameisterschaften in Port Louis in 3:36,67 min die Goldmedaille. Zudem verhalf er der 4-mal-400-Meter-Staffel zum Finaleinzug. Bei den Weltmeisterschaften in Eugene belegte er mit 3:31,21 min im Finale den siebten Platz und gelangte anschließend bei den Commonwealth Games in Birmingham mit 3:30,82 min auf Rang vier und wurde bei der Athletissima in 3:29,93 min Zweiter.
2023 wurde er beim Memoriał Kamili Skolimowskiej in 3:29,11 min Zweiter und belegte dann bei den Weltmeisterschaften in Budapest mit 3:29,89 min im Finale den vierten Platz. Daraufhin wurde er bei Weltklasse Zürich in 3:30,85 min Dritter. Im Jahr darauf gewann er bei den Afrikaspielen in Accra in 3:39,45 min die Bronzemedaille hinter seinem Landsmann Brian Komen und Ermias Girma aus Äthiopien.
2022 wurde Kipsang kenianischer Meister im 1500-Meter-Lauf.

## Persönliche Bestzeiten
- 800 Meter: 1:45,14 min, 5. Juli 2021 in Tomblaine
- 1500 Meter: 3:29,11 min, 16. Juli 2023 in Chorzów
  - 1500 Meter (Halle): 3:33,36 min, 20. März 2022 in Belgrad
- 1 Meile: 3:50,87 min, 28. Mai 2022 in Eugene
- 2000 Meter: 4:50,68 min, 8. September 2023 in Brüssel
- 3000 Meter: 7:42,21 min, 26. August 2021 in Lausanne